# Manolo Blahnik
Manuel Blahnik Rodríguez (Santa Cruz de la Palma, 28 de novembre del 1942), més conegut com a Manolo Blahnik, és un dissenyador de moda espanyol, fundador d'una prestigiosa marca de calçat que porta el seu nom.

## Orígens
Fill de pare txec i de mare canària, va néixer a l'illa de La Palma i va créixer entre les plantacions de plataners propietat dels seus pares.
Va començar a estudiar dret internacional a Ginebra, però aviat es va orientar cap als estudis d'arquitectura i literatura en aquesta mateixa ciutat; els va abandonar un any per mudar-se a París amb la intenció d'estudiar art. El 1970 es va instal·lar a Londres, on va aconseguir treball com a fotògraf al Sunday Times. Es va introduir ràpidament en el món de la moda, fent amistat amb personatges com Eric Boman o Paloma Picasso, que li va presentar el 1971 a Diana Vreeland, editora de la revista Vogue USA, que va canalitzar el seu futur com a dissenyador de sabates.

## Incursió al mon del calçat
El 1973 va obrir la seva primera botiga de calçat, Zapata, al carrer Old Church del districte de Chelsea de Londres (Anglaterra).

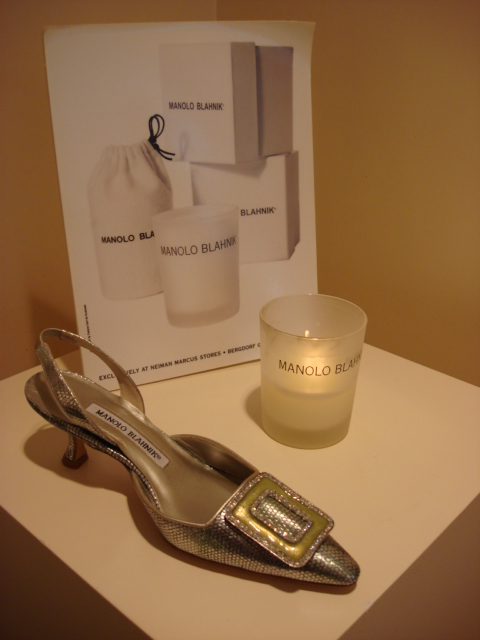
Sabata dissenyada per Manolo Blahnik

El 2012 havia realitzat ja més de 25.000 parells diferents de sabates però, perfeccionista compulsiu, encara segueix buscant un model perfecte; les seves creacions triguen mesos a realitzar-se i originen llistes d'espera, ja que només es confeccionen 80 parells de sabates al dia. Ell és l'únic que dibuixa els seus esbossos, els esculpeix a mà en fusta d'auró i els pinta i retalla personalment. Un cop fet el prototip, els envia a Itàlia -bressol dels sabaters més experts del món- perquè superin més de 50 processos de producció.
No segueix les tendències: crea peces que sobrepassen el concepte de moda per convertir-se en obres d'art; la seva innovació es deu a la barreja d'estils i referències artístiques del passat. Colors preciosos, textures, teixits i formes que fan experimentar la mateixa sensació que si contemplessis un quadre, i certa teatralitat en cada detall, inclosos els noms amb els que bateja les seves creacions, són el seu segell característic.
Blahnik va ser reconegut amb el títol honorari Comandant de l'Orde de l'Imperi Britànic l'any 2007 pel seu servei a la indústria de la moda britànica. L'11 de maig de 2016 va ser investit doctor honoris causa per la Universitat de La Laguna.
Actualment resideix a Bath i les seves sabates, conegudes com a «manolos», són venudes a preus d'entre 500 i 4.000 dòlars, a les poques botigues oficials del dissenyador o en luxoses botigues departamentals.
L'any 2017, arran del 45è aniversari de la marca, es va organitzar la mostra Manolo Blahnik: l'art de la sabata, amb una selecció de més de 200 sabates i 80 dibuixos originals. Després de passar per Milà, Sant Petersburg i Praga, va estar al Museo Nacional de Artes Decorativas de Madrid del 28 de novembre de 2017 (75è aniversari del dissenyador) fins al 8 de març de 2018, i més tard a Toronto. L'any 2017 es va estrenar un documental titulat Manolo: The Boy Who Made Shoes for Lizards, dedicat a la seva trajectòria professional.